# ZOEgirl (album)
Albums de ZOEgirl
Life (2001)
Le tout premier album de ZOEgirl fut nommé d'après le groupe. Il est de style rock chrétien.

## Pistes
1. "I Believe"
2. "Anything Is Possible"
3. "Suddenly"
4. "Give Me One Reason"
5. "Living for You"
6. "No You"
7. "Little Did I Know"
8. "Stop Right There"
9. "Upside Down"
10. "Live Life"
11. "Constantly"

## Chansons rémixées
On peut retrouver ces chansons sur Mix of Life:
- "I Believe" [Trip Rock Remix]
- "No You" [H2O Mix]
- "Anything Is Possible" [Madame Lapulse Mix]
- "Living For You" [The Ghost Mix]

On peut aussi retrouver ces chansons sur le single d'édition limitée de Life.
- "I Believe" (Riverside Mix)
- "Anything Is Possible" (Riverside Mix)

## Réponse des critiques
ZOEgirl a eu des critiques assez bonnes".

## Succès sur les chartes
ZOEgirl peaked at #173 on the Billboard 200, #11 on the Billboard Contemporary Christian Charts and #8 on the Billboard Heatseeker's Chart.